# Anita ni nikoli...
Anita ni nikoli... je debitantski studijski album skupine Halo, ki je izšel leta 1997 pri založbi ZKP RTV Slovenija. Skladbe z albuma so bile posnete v studiu JORK, novembra in decembra 1996. S skladbo »Anita ni nikoli...« je skupina leta 1996 sodelovala na Melodijah morja in sonca. Čeprav jim skladba ni prinesla zmage, je postala njihova daleč najbolj znana in popularna skladba.
Skladba »Anita ni nikoli ...« je leta 1996 prejela zlatega petelina za najboljšo pop pesem. Leta 1997 pa je album prejel zlatega petelina za najboljši pop album in zlatega petelina za najboljšo tonsko realizacijo.

## Seznam skladb
| Št. | Naslov               | Pisec                         | Dolžina |
| --- | -------------------- | ----------------------------- | ------- |
| 1.  | „Anita ni nikoli...‟ | Danilo Kocjančič/Drago Mislej | 3:45    |
| 2.  | „Greta‟              | D. Kocjančič/D. Mislej        | 4:35    |
| 3.  | „Devica‟             | Jadran Ogrin/Vanja Valič      | 4:20    |
| 4.  | „Geronimo‟           | D. Kocjančič/D. Mislej        | 5:00    |
| 5.  | „Najboljših več ni‟  | J. Ogrin/D. Mislej            | 3:57    |
| 6.  | „Jimmy Hue‟          | D. Kocjančič/D. Mislej        | 4:10    |
| 7.  | „Zvezda‟             | J. Ogrin/D. Mislej            | 4:26    |
| 8.  | „Afrika‟             | J. Ogrin/D. Mislej            | 4:59    |
| 9.  | „Ležim‟              | D. Kocjančič/D. Mislej        | 3:39    |
| 10. | „Dam ti jutra‟       | Zdenko Cotič/D. Mislej        | 4:27    |

## Osebje

### Halo
- Danilo Kocjančič – akustična kitara, vokal
- Jadran Ogrin – bas kitara, vokal
- Tulio Furlanič – bobni, solo vokal
- Zdenko Cotič – akustična kitara, ustna harmonika, el. slide kitara, vokal

### Gostje
- Aljoša Jerič – konge (1)
- Nevio Zaninotto – tenor saksofon (3)
- Stefano Muscovi – trobenta (3)
- Marino Legovič – Hammond orgle (9), godalni aranžma (10)
- Oghi Čibej – violina (10)
- Jurij Pahor – viola (10)
- Luka Čibej – violončelo (10)

### Produkcija
- Jadran Ogrin – snemalec, tonski mojster, producent
- Boris Benčič, Marjana Udovič – oblikovanje ovitka
- Jaka Jeraša, Črt Čadež – fotografije